# Plena Inclusió
La Plena Inclusió (anteriorment anomenada FEAPS) és una xarxa d'organitzacions que vetlla pel compliment dels drets de les persones amb discapacitat intel·lectual a Espanya.
És una entitat sense ànim de lucre, constituïda com a confederació actualment, que incorpora unes 17 federacions autonòmiques, més Ceuta i Melilla, amb més de 880 entitats associades d'atenció a les persones amb discapacitat intel·lectual o del desenvolupament. Es calcula que, a través de Plena Inclusió i les entitats membre, s'atén a més de 100.000 persones amb discapacitat intel·lectual i a més de 230.000 famílies.

## Història
Plena Inclusió es va fundar a València el 26 d'abril de 1964. El seu nom original era FEAPS, sigles de Federació Espanyola d'Associacions Pro Subnormals. L'organització ha viscut diversos canvis de nom, encara que no de sigles, que reflecteixen una evolució en el llenguatge utilitzat i promogut des del moviment, però també transformacions en la seva forma jurídica. Respecte al nom, si bé les primeres famílies van optar per denominar als seus fills i filles com a subnormals, amb el temps la terminologia ha anat canviant fins a la normalització del terme de persones amb discapacitat intel·lectual. Respecte a la forma, d'una federació que aglutinava associacions, l'entitat es va transformar en una confederació que aglutina federacions i aquestes, al mateix temps, associacions.
El principal motiu de la constitució de FEAPS va ser la dificultat d'escolaritzar persones amb discapacitat intel·lectual. Diverses famílies es van unir per crear centres i espais on aquestes persones poguessin formar-se, avançar i aconseguir incloure's en la societat. En 1959 es va funfar ASPRONA a València, la primera associació de l'estat per treballar en aquest sentit.
Després d'uns anys, s'havien creat associacions en altres zones: València, Biscaia, Guipúscoa, Catalunya, Madrid, Màlaga, Sevilla... En unes jornades celebrades a Madrid, es va detectar la necessitat de tenir una única veu per coordinar el discurs per negociar amb els poders públics. Ernesto Port, va ser el fundador de la Confederació Plena Inclusió i primer president.
La base del moviment van ser les famílies de les persones amb discapacitat intel·lectual, sobretot les mares i pares, els qui començaren la xarxa d'associacions durant els anys 70 i 80, de manera espontània i desordenada.
Sobre la dècada dels 90, el moviment va encetar un procés similar al viscut en altres organitzacions del sector: la professionalització i la creació d'estructures regionals per articular el diàleg amb els governs autonòmics. Així, les famílies van anar delegant gradualment la presa de decisions en les i els professionals.
L'any 1996 va ser un any decisiu per al moviment, ja que es va celebrar el primer congrés nacional que marcaria l'orientació de l'estratègia de la xarxa per als futurs anys.
El 2 d'octubre de 2015 FEAPS va canviar el seu nom a Plena Inclusió, il·luminant els principals monuments edificis i monuments de l'estat espanyol de color verd per a donar notorietat a la seua causa.

## Àmbits d'actuació
Des d'aquella la primera preocupació de l'escolarització de persones amb discapacitat intel·lectual, els objectius s'han ampliat i transformat. Actualment, el moviment es preocupa pel foment de la qualitat de vida tant de les persones amb discapacitat com de les seves famílies, la inclusió, l'empoderament de les persones amb discapacitat intel·lectual perquè desenvolupen l'autodeterminació, entre molts altres objectius.
L'organització també desenvolupa accions d'incidència política i social i pel desenvolupament associatiu, així com per la difusió i compliment d'un codi ètic i un model de qualitat intern.

## Membres de la confederació[13][14]
- Plena Inclusió Comunitat Valenciana
- Plena Inclusión Andalucía
- FADEMGA – Plena Inclusión Galicia
- Plena Inclusión Aragón
- Plena Inclusión La Rioja
- Plena Inclusió Balears
- Plena Inclusión Madrid
- Plena Inclusión Canarias
- Plena Inclusión Navarra
- Plena Inclusión Cantabria
- FEVAS
- Plena Inclusión Castilla La Mancha
- Plena Inclusión Asturias
- Plena Inclusión Castilla y León
- Plena Inclusión Murcia
- DINCAT (Discapacitat Intel·lectual Catalunya)
- Plena Inclusión Extremadura
- APROS Ceuta
- Plena Inclusión Melilla

## Reconeixements
Plena Inclusió té els següents reconeixements:
- Declarada entitat d'utilitat pública per acord del Consell de Ministres de 20 de març de 1970.
- Creu d'Or de la Solidaritat Social per Ordre Ministerial del 14 de desembre de 1990.
- Medalla de Plata al Mèrit Social Penitenciari en 2001.